# Нова Москва

Нова Москва на мапі Москви

«Нова Москва» (також «Велика Москва») — території, приєднані до Москви в ході наймасштабнішого проєкту розширення території Москви за всю історію адміністративно-територіального поділу міста. Основні цілі проекту — демонтувати традиційну моноцентричну структуру Московської агломерації, а також упорядкувати містобудівне зонування, надавши приєднаним територіям чітко виражену адміністративно-урядову спеціалізацію.
Офіційне розширення адміністративних кордонів Москви за рахунок території Московської області було здійснено 1 липня 2012 року, у результаті чого площа міста збільшилася приблизно в 2,4 рази, за рахунок цього Москва піднялася з 11-го на 6-те місце в рейтингу найбільших міст світу за площею й стала найбільшим містом за площею на території Європи. При цьому за чисельністю населення місто зберегло 7-ме місце, оскільки на приєднаних територіях мешкало менше 250 000 осіб.
На північному сході Нова Москва межує зі старою територією міста, на південному заході — з Калузькою областю, з інших сторін — оточена Московською областю. Площа Нової Москви — 1480 км.

## Історія
19 березня 2012 мером Москви Сергієм Собяніним у Московську міську думу був внесений пакет законопроектів, що визначили адміністративно-територіальний устрій нових територій Москви після її розширення з 1 липня 2012 року.
До розширення Москва була розділена на 125 внутрішньоміських муніципальних утворень — районів. За законопроектом:
- перейменовувалися райони на муніципальні округи;
- муніципальні утворення, що включалися до Москви: міські округи Троїцька й Щербинки, — називаються «міськими округами»;
- міські та сільські поселення носять загальні (без підрозділу на міське або сільське) назви «поселення»: Внуковське, Вороновське, Воскресенське, Десьоновське, Київське, Кльоновське, Кокошкіно, Краснопахорське, Марушкінське, Михайлово-Ярцевське, Московське, Мосрентген, Новофьодоровське, Первомайське, Роговське, Рязановське, Щаповське, Філімоновське й Сосенське.

## Адміністративний устрій

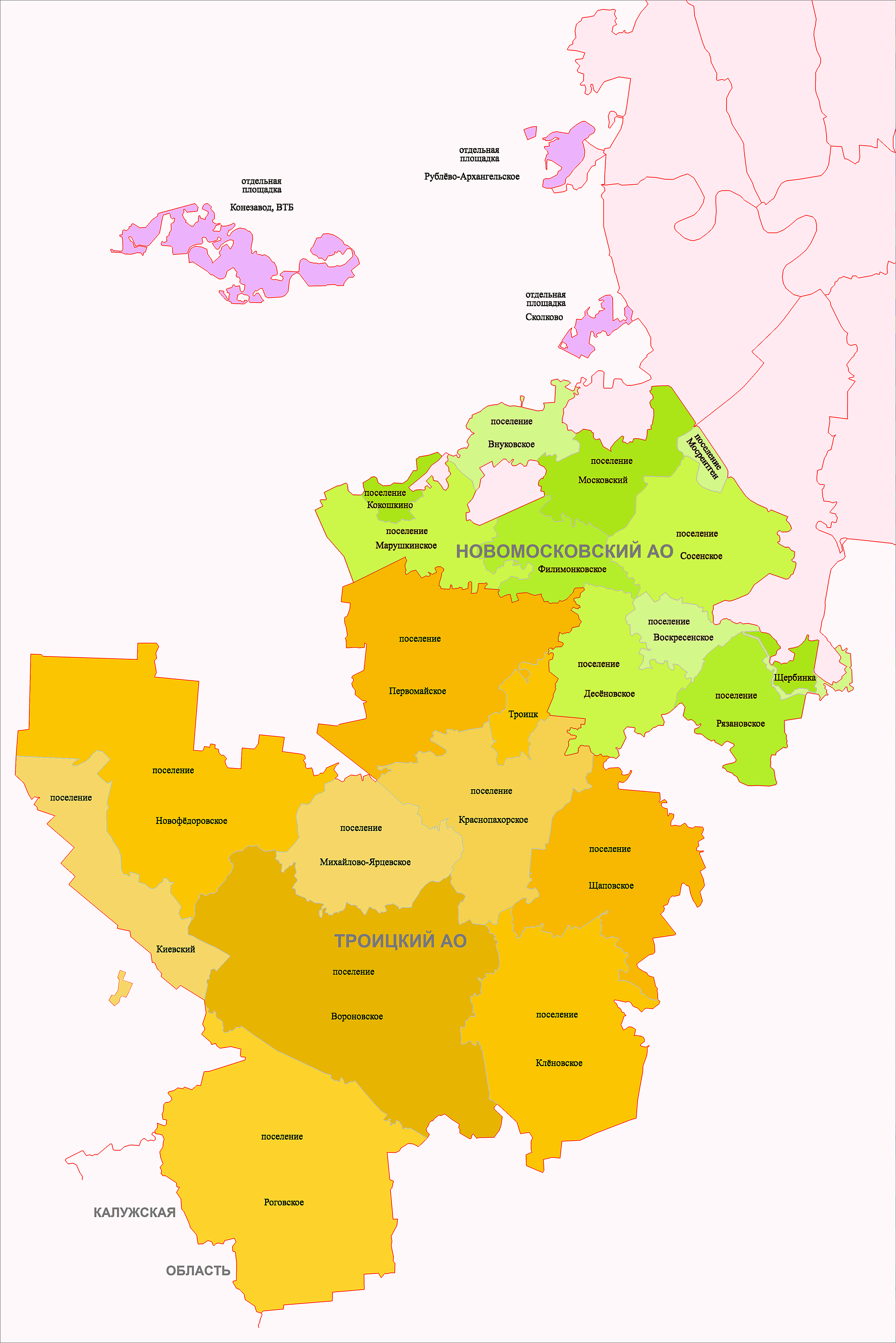
Карта адміністративного устрою Нової Москви

Сукупність Троїцького й Новомосковського адміністративних округів отримала власну назву — ТіНАО. До складу ТіНАО Москви цілком включені території 21-го муніципального утворення в основному південно-західному масиві приєднаних до Москви територій. Крім того, до складу Москви увійшли три окремі майданчики у західному напрямку: 2 протуберанці й 2 ексклава:
- Територія інноваційного центру «Сколково» (частина території міського поселення Новоіванівське Одінцовського району) площею 618 га[11];
- Територія Рублево-Архангельського (частина територій Баовісільського поселення барвіхінскій Одінцовського району і міського поселення Красногорськ), раніше планувалося у складі цієї ділянки також передати Москві село Гольйово, але від цих планів відмовилися, і ділянка стала складатися з двох частин;
- Територія «Конєзавод, ВТБ» на схід від міста Звенигорода (частина території Єршовського й Успенського сільських поселень Одінцовського району).

| адміністративний округ      | Найменування території                     | Площа, тис. га | Населення, тис. чол. |
| --------------------------- | ------------------------------------------ | -------------- | -------------------- |
| Новомосковський             | поселення Сосенське                        | 6,681          | 15,62                |
| Новомосковський             | поселення Воскресенське                    | 2,477          | 8,85                 |
| Новомосковський             | поселення Десьоновське                     | 5,296          | 14,7                 |
| Новомосковський             | Поселення Мосрентген                       | 0,641          | 19,57                |
| Новомосковський             | поселення Московське                       | 4,038          | 53,89                |
| Новомосковський             | поселення Філімонковське                   | 3,572          | 6,72                 |
| Новомосковський             | поселення Внуковське                       | 2,561          | 7,02                 |
| Новомосковський             | поселення Рязановське                      | 4,141          | 20,23                |
| Новомосковський             | поселення Марушкінське                     | 5              | 6,87                 |
| Новомосковський             | поселення Кокошкіно                        | 0,9            | 15,69                |
| Новомосковський             | міський округ Щербинка                     | 0,753          | 47,5                 |
| Троїцький                   | міський округ Троїцьк                      | 1,633          | 60,81                |
| Троїцький                   | поселення Щаповське                        | 8,606          | 8,32                 |
| Троїцький                   | поселення Краснопахорське                  | 8,8            | 4,78                 |
| Троїцький                   | Поселення Михайлово-Ярцевське              | 6,347          | 5,25                 |
| Троїцький                   | поселення Вороновське                      | 26,6           | 8,77                 |
| Троїцький                   | поселення Кльоновське                      | 11,6           | 3,32                 |
| Троїцький                   | поселення Роговське                        | 17,6           | 2,91                 |
| Троїцький                   | поселення Первомайське                     | 11,9           | 8,19                 |
| Троїцький                   | поселення Новофьодоровське                 | 15,675         | 6,7                  |
| Троїцький                   | поселення Київський                        | 6,09           | 13,72                |
| західний (район Кунцево)    | Окремий майданчик « Рублево-Архангельське» |                |                      |
| західний (район Кунцево)    | Окремий майданчик «Конєзавод, ВТБ»         |                |                      |
| західний (район Можайський) | Окремий майданчик «Сколково»               |                |                      |

## Населення
Найчисельнішими за населенням (понад 5 тисяч осіб) поселеннями, що включені до складу Москви, є:
- м Троїцьк (60 811 осіб)
- м Щербинка (47 504 особи)
- м Московський (50 167 осіб)
- смт Кокошкіно (11 225 осіб)
- селище Ватутінки[прим. 2] (9116 осіб)
- смт Київський (8093 осіб)
- селище підсобного господарства «Воскресенське» (6003 осіб)
- селище Знам'я Октябр'я (6671 осіб)
- селище ЛМС (5428 осіб)
- селище заводу Мосрентген (5214 осіб)

Національний склад населення території за підсумками Всеросійського перепису населення-2010 (в % від загальної кількості населення): росіян — 87,56 %, українців — 2,09 %, вірмен — 1,33 %, татар — 0,83 %, білорусів — 0, 53 %, не вказали національну приналежність — 4,67 %.
На момент приєднання на території, що увійшла до складу Нової Москви, постійно мешкало менше 250 тисяч осіб, до червня 2017 року чисельність населення досягла 320 тисяч осіб.
Передбачається, що до 2035 року на території Нової Москви буде мешкати понад мільйон чоловік, а відповідно до Генплану — понад півтора мільйони.

## Економіка
Згідно з повідомленням порталу realestate.ru, витрати на Нову Москву склали 11 трлн рублів (16 млрд рублів на геодезичні дослідження на площі нових міських районів, 32 млрд руб. — проектування та розробка генплану, 1,1 трлн руб. — викуп ділянки під будівництво об'єктів, 9,35 трлн руб. — на саме будівництво).
З 2012 року у Нову Москву інвестовано 750—800 млрд рублів, з них близько 150 млрд — з міського бюджету.
Обговорюється проект створення на території Нової Москви особливої економічної зони площею 20-30 га.

## Розвиток

### Департамент розвитку нових територій міста Москви
22 травня 2012 ухвалено рішення створити в складі Уряду міста Москви новий департамент — Департамент розвитку нових територій міста Москви. Його очолив Володимир Федорович Жидкін.

### Інфраструктура
Нові території планують розвивати поліцентричної: концепцією містобудівного розвитку нових територій міста Москви передбачається створення 12 центрів містобудівної активності — «точок зростання» на територіях, прилеглих до населених пунктів: Румянцево (тут планується створити технопарк), селище Мосрентген (багатофункціональний кластер: торгівля, готелі, офіси, виробництво), Внуково (аерокластер, адміністративно-діловий і торгово-розважальний комплекси), Комунарка (багатофункціональний адміністративно-ділової кластер, медичний кластер), Рязаново (історико-рекреаційний комплекс), Троїцьк (освітній кластер і інноваційно-науковий центр), Щапово (історико-рекреаційний комплекс), Кльоново (Агровиробничий кластер), Ярцево (логістичний кластер), Вороново (історико-рекреаційний комплекс), Рогово (агрокластер), Київський (логістичний кластер). Такий підхід повинен допомогти уникнути доцентрових транспортних потоків, характерних для «старої» Москви. В рамках розвитку нових територій передбачається в перспективі створення близько 1 млн робочих місць. Розрізнені райони будуть пов'язані дорогами і громадським транспортом.
У липні 2014 року заступник керівника Департаменту розвитку нових територій міста Москви Павло Перепелиця виділив серед передбачених 12 центрів містобудівної активності передбачувану «трійку лідерів» за кількістю робочих місць до 2035 року: Комунарка (близько 200 тис. робочих місць), Внуково (близько 180 тис. робочих місць), Румянцево (близько 150 тис. робочих місць). Він зазначив, що для центрів обрані ділянки, що розташовано навколо існуючих населених пунктів і мають хороші інфраструктурні умови. Нова Москва, за задумом проектувальників, повинна створити 1 млн нових робочих місць і забезпечити житлом 2 млн осіб. До 2017 року було створено 100 тис. робочих місць, їх сумарна кількість досягло 185,6 тис..

### Генеральний план розвитку
У березні 2017 року Московська міська дума затвердила внесення змін до Генплану Москви в області розвитку нових територій.

## Транспорт
Один з найважливіших ключових питань створення Нової Москви — громадський транспорт — передбачається вирішувати за рахунок проведення в неї нових маршрутів наземного міського транспорту, задіяння електропоїздів на діючих залізничних лініях, а також спорудження нових і продовження існуючих ліній Московського метрополітену.

### Метрополітен
На території Нової Москви розташовуються вісім діючих станцій Московського метрополітену. Шість з них — Румянцево, Саларьево, Філатов луг, Прокшіно, Ольхова й Комунарка — відносяться до Сокольницької лінії. Ще дві — Говорово й Рассказовка — були відкриті влітку 2018 року в складі Калінінського-Солнцевський лінії; у майбутньому заплановано продовження цієї лінії ще на дві станції вглиб Нової Москви — Пихтіно й Внуково.
Йде підготовка до початку будівництва лінії на Комунарка, чотири станції першої черги якої будуть розташовуватися на території Нової Москви. Проектується Рубльово-Архангельська лінія, що зв'яже ММДЦ Москва-Сіті з окремою площадкою Рубльово-Архангельське, і Бірюльовська лінія, що прийде до Нової Москву від станції метро Кленовий бульвар Третього пересадочного контуру. У станцій «Саларьєво» й «Розсказовка» планується створення великих транспортно-пересадочних вузлів. Передбачається, що до 2035 року на території Нової Москви буде діяти від 29 до 33 станцій метро.

### Автомобільний транспорт

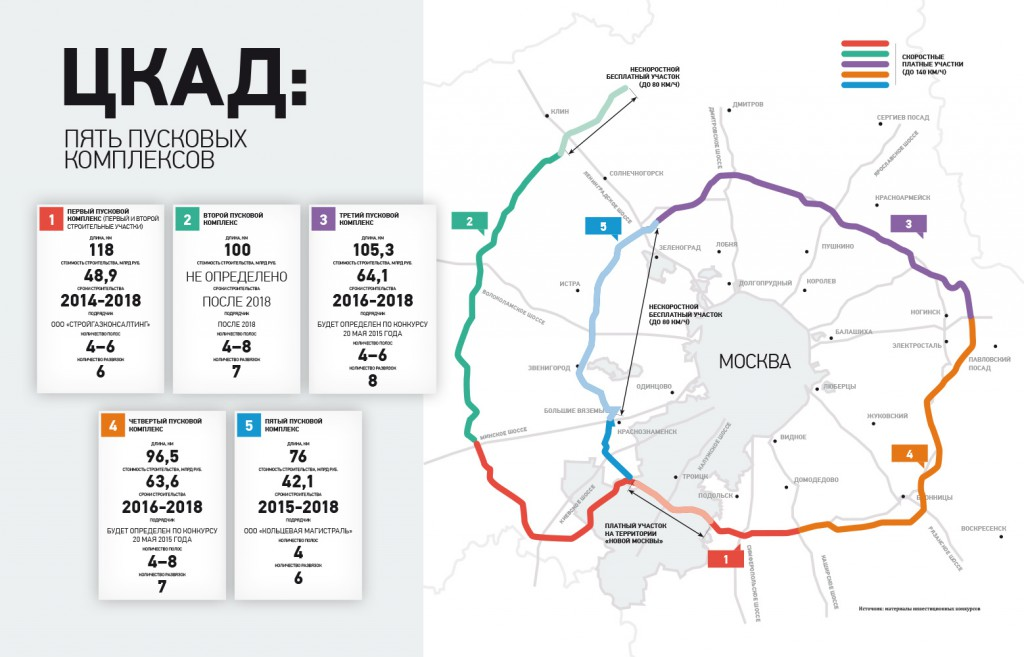
ЦКАД. Ділянку на території Нової Москви планується зробити платною

Основними автомобільними трасами в Новій Москві є Київське та Калузьке шосе. Найдовшою магістраллю на території Нової Москви стане траса Мамирі — Шарапово довжиною 31,4 км.
До червня 2017 року у Новій Москві побудовано 27 км нових доріг, реконструйовано ще 14,5 км доріг, побудовано 2 шляхопроводи над шляхами Київського й Курського напрямків. В процесі будівництва перебувають 62 км, ще 108 км — проектується. Згідно з Генпланом до 2035 року протяжність доріг Нової Москви збільшиться з 1461 км до 2088 км.
До 2025 року планується побудувати Центральну кільцеву автомобільну дорогу (ЦКАД), що на території Нової Москви буде розташовуватися на відстані 50 км від МКАД.
Очікується, що до 2035 року у Новій Москві буде побудовано 1156 км доріг.

### Залізничний транспорт
Нова Москва обслуговується Київським і Курським напрямками, а також Великим кільцем Московської залізниці.
У порівнянні з 2012 роком збільшилася кількість поїздів, що курсують на Київському напрямку, скоротилися інтервали в години пік. Був організований новий маршрут швидкісних електричок від Київського вокзалу до Новопеределкіно. В ході подальшої реалізації проекту модернізації Київського напрямку буде реконструйовано 15 станцій й побудовано 3 нових; буде прокладений третій шлях від платформи Сонячна до Апрелєвки й четвертий — від Київського вокзалу до Апрелєвки. Будуть ліквідовані площинні залізничні переїзди, замість них вводяться в дію шляхопроводи, 3 з яких вже введено в експлуатацію, будівництво ще двох знаходиться в стадії планування. Будівництво нового зупинкового пункту Саніно у межах Нової Москви (між платформами Кокошкіно й Крьокшіно) планується закінчити в 2019—2020 роках.
Заплановано будівництво нових шляхів, реконструкція існуючих, а також будівництво нових зупинкових пунктів. Станція Щербинка, що знаходиться на території однойменного міського округу Нової Москви, а також будується платформа Остафьєво, розташовані на Курському напрямку МЗ, будуть обслуговуватися другим маршрутом Московських центральних діаметрів (МЦД-2, Нахабіно-Подольск).

### Автобус
З 2012 року було введено 34 нових автобусних маршрути, готується введення ще 13 маршрутів.

### Трамвай
До 2035 року у Новій Москві планується побудувати 3 трамвайних депо, 178 км ліній й близько 600 зупинок, що будуть обслуговувати 9 маршрутів.

### Аеропорти
На території Нової Москви розташовані 2 міжнародні аеропорти — Внуково й Остафьево.

### Громадські оцінки
У січні 2018 року, за даними опитувань ВЦВГД, 39 % повнолітніх жителів ТіНАО найчастіше користувалися громадським транспортом для здійснення поїздок містом. 37 % повнолітніх користувачів громадського транспорту у Новій Москві оцінювали транспортну ситуацію позитивно, ще 38 % вважали ситуацію задовільною.

## Нерухомість
До червня 2017 року Нової Москві побудовано майже 11 млн м² нерухомості, в тому числі 8 млн м² житла. До 2025 року планується побудувати 100 млн м², в тому числі 60 млн м² житла.

## Соціальна сфера
За 5 років існування Нової Москви на її території відкрито 47 нових об'єктів соціальної інфраструктури, в тому числі 30 дитячих садків, 10 шкіл та 7 об'єктів охорони здоров'я. До 2035 року планується відкрити понад 1300 подібних об'єктів.
Станом на січень 2018 року з моменту приєднання у Новій Москві було відкрито 13 нових парків, до 2035 року планується відкрити ще 78. Найбільшим серед них повинен стати спортивно-оздоровчий парк «Червона Пахра», проект якого було затверджено мером Москви в грудні 2017 року.
Поруч з полігоном ТКО «Малінки» планується побудувати кладовище «Білі берізки» площею близько 580 га, що стане найбільшим у Європі.

## Екологія
До початку 2016 року біля перетину Калузького шосе з Московським малим кільцем розташовувався полігон ТКО (твердих комунальних відходів) «Малінки» площею 8 га, на цей момент закрито. Станом на квітень 2017 року полігон нерекультивовано й чинив активний вплив на навколишнє середовище. Прилеглі до полігону землі площею близько 47 га, згідно з висновками комісії московського уряду, перебували «в порушеному деградованому стані й вимагали відновлення». Були проведені невідкладні аварійно-рятувальні роботи, на що було витрачено півмільярда рублів.
У жовтні 2017 року було оголошено про ухвалення рішення про будівництво на початку 2018 року на тому ж місці нового полігону, що повинен був стати найбільшим в регіоні. Проте вже у грудні 2017 року мер Москви Сергій Собянін ухвалив рішення про консервацію полігону.